# Polidoro Foscari
Polidoro Foscari (Venezia, 1410 – Siena, 22 giugno 1450) è stato un arcivescovo cattolico italiano.

## Biografia

### Gli studi
Polidoro era nato nel 1410, quarto figlio di Francesco, o Franzi, di Giovanni, della famiglia Foscari e da Sterina, figlia di Sguros Bua Spatas originaria del despotato di Lepanto, nonché nipote di quel Francesco Foscari che nel 1443 divenne doge, il più longevo della storia di Venezia.
I suoi fratelli maggiori, Filippo, Giovanni e Paolo, vennero indirizzati alla carriera politica e amministrativa. Polidoro fu fin da piccolo accompagnato verso un indirizzo ecclesiale, tanto che la prima tonsura la ricevette nel 1422, all'età di dodici anni, delle collegiate di Verona dal vescovo Guido Memo, dove il padre era capitano, e nel 1424 di Cividale del Friuli Udine dove il padre assumeva l'incarico di luogotenente, dal papa Martino V, come sub expectatione prebendalurn, perché i due capitoli dei canonici non erano ancora liberi.
Polidono frequentò gli studi universitari a Padova, dove incontrò esponenti dell'ambiente umanistico veneto, come Ermolao Barbaro il Vecchio, Pietro del Monte Domenico Dominici e Alvise Foscarini che frequentavano università nei medesimi anni.
Rimase orfano molto giovane, tra il 1424 e i primi mesi del 1425. La mancanza del padre non fu un freno alla sua carriera ecclesiastica che, dopo l'ascesa del cugino al ruolo di doge, ebbe un forte appoggio politico. Infatti nel medesimo anno, venne nominato Primicerio della basilica di San Marco, ruolo che era di particolare rilevanza nella vita di Venezia. Durante il periodo in cui occupò questo incarico, dopo il 1431, cercò di ottenere il privilegio di celebrare le funzioni con il rito liturgico della chiesa latina e non quello aquileiese.
La giovane vita di Polidoro venne sempre confortata dalla politica veneta che con i suoi personaggi riuscì a garantirgli una buona rendita economica. Egli godette dei benefici rurali della diocesi di Vicenza che gli vennero permutati con l'arciprelato di Illasi nel veronese, più redditizio. Godeva delle rendite del monastero benedettino di Aquileia, e dell'abbazia benedettina dei santi Cosma e Damiano di Rogava della diocesi di Zara che gli pagava un canone annuo di 620 ducati come affitto del patrimonio abbaziale. Ma l'aiuto economico più importante gli venne dal neo papa Eugenio IV, anche lui veneziano, che gli concesse una rendita di 100 ducati annui dall'abazia di san Giorgio a Venezia. Furono tutti incarichi che gli permisero di continuare negli studi senza ottemperare ad altri impegni, vivendo nella più completa sicurezza economica.
Polidoro ottenne il dottorato il 21 luglio 1436 sia di diritto canonico che diritto civile, la cerimonia della publica doctora si svolse nella cattedrale di Padova alla presenza dei docenti, il civilista Paolo di Castro, il canonista ferrarese Giacomo Zocchi, e alcuni famigliari.

### Vescovo di Bergamo (1438-1449)

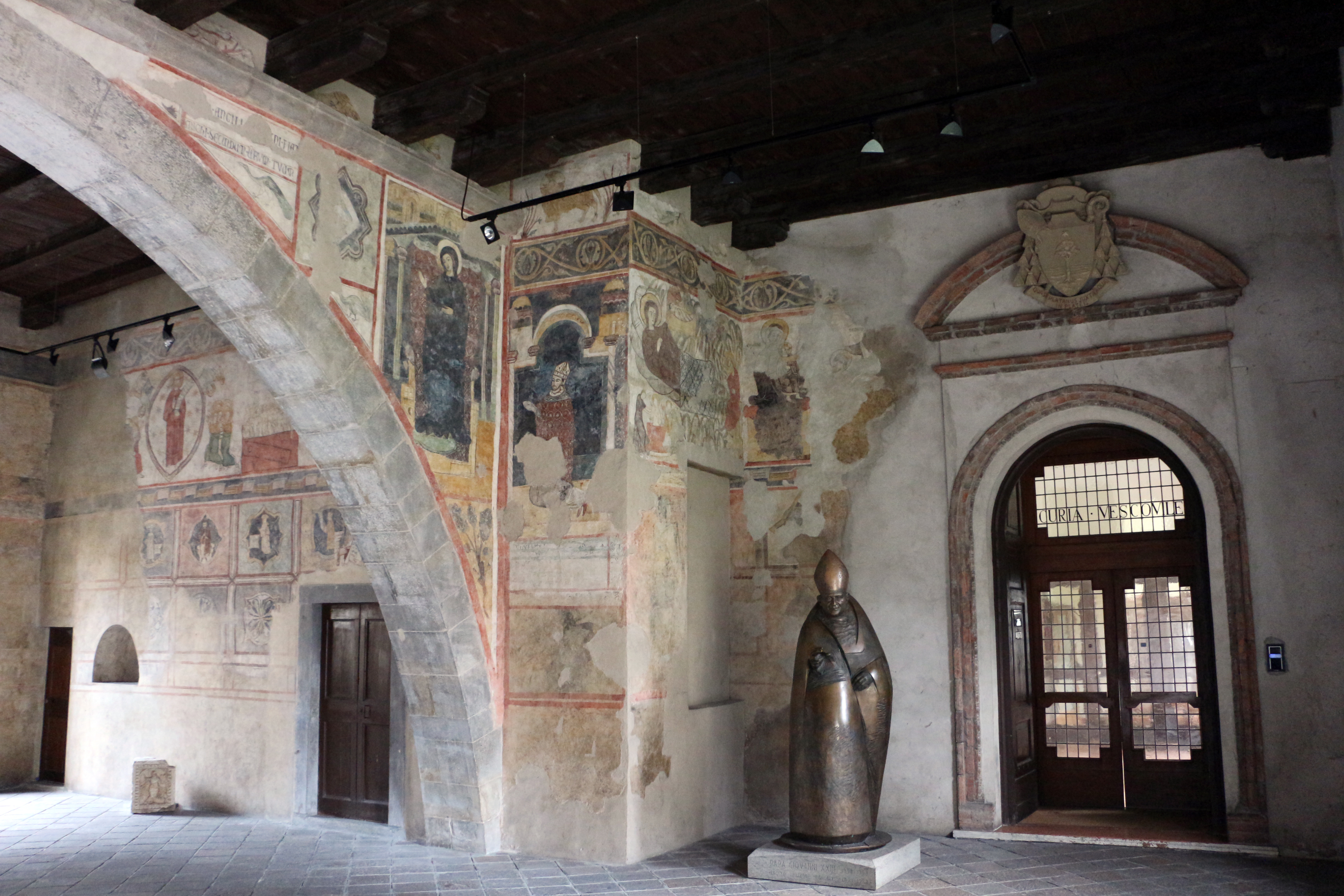
Aula picta della curia vescovile di Bergamo, affreschi del XIII secolo

Terminati gli studi Polidoro venne nominato vescovo di Bergamo. La città dal 1428 apparteneva alla Repubblica di Venezia ma continuava a essere minacciata dai Visconti che ne erano stati usurpati, e, morto il vescovo Francesco Aregazzi, Venezia si sentiva in dovere di eleggere a questo ruolo un patrizio veneziano. Va considerato che il vescovo di Bergamo era da secoli suffraganeo della diocesi di Milano, e non del Patriarcato di Aquileia come era d'uso per i vescovi della Terraferma, e anche il territorio della diocesi non era completamente sotto la dominazione veneta, ma rispondeva a quella milanese: serviva quindi che a capo della diocesi ci fosse un vescovo affidabile.
La sua elezione fu talmente veloce che presuppone fosse già stabilita dai veneziani prima del decesso dell'Aregazzi. Il Capitolo della basilica aveva invece già scelto con summo consensu Ermolao Barbaro il Vecchio, figlio di Zaccaria.

Il Capitolo dovette cedere alle volontà di Venezia, qui nec aetate, nec doctrina, nec virtute, nec ulla dignitate superior.. ed accettare il neo vescovo. Questo non fu accolto favorevolmente dall'intellettuale Francesco Barbaro di Brescia, fratello di Zaccaria, che presentò già il 25 agosto la sua lamentela al papa Eugenio IV e all'arcivescovo di Firenze Ludovico Trevisan, considerando una calunnia alla sua famiglia il rifiuto dell'elezione di un suo membro.
Polidoro non occupò subito la sede vescovile, anzi per ben quattro anni ne restò lontano. Nel 1438 risulta fosse presente a Ferrara per il Concilio, e negli anni successivi a Venezia. L'ingresso a Bergamo avvenne in forma solenne il 28 ottobre 1441, quando la guerra con i Visconti aveva segnato la fine, ma poche sono le testimonianze della sua attività pastorale sul territorio bergamasco, forse conseguente al suo disaccordo con il Capitolo della cattedrale. Consacrò alcune chiese, e si pose severamente a giudizio di quei prelati che non adempivano all'obbligo di castità. Compì alcuni atti che non ottennero il favore della città. Alcuni suoi atteggiamenti crearono astio, come la decisione di spostare una pietra di marmo posta sul sagrato della basilica e che veniva usata nelle cerimonie ufficiali: Polidoro la fece collocare nei giardini vescovili. La contestazione che ne seguì terminò con l'allontanamento e la scomunica di alcuni canonici del Capitolo della cattedrale.

### Arcivescovo di Zara (1449-1450)
Nel 1448, Polidoro e il fratello Filippo, che amministrava i suoi beni, furono accusati di furto di libri e oggetti di valore di proprietà della diocesi. L'accusa venne sostenuta dai cittadini e dai loro rappresentanti che si recarono a Venezia. Il Consiglio dei Pregadi intimò la restituzione di quanto che era stato rubato, con l'aggravio di sanzioni che avrebbero comunque impinguato le casse venete. Dopo questo il Foscari fuggì da Bergamo trovando rifugio nella Chiesa di San Geremia. Il suo desiderio ora non si limitava alla gestione di un vescovado, ma voleva puntare al soglio papale, forse per questo si trasferì frequentemente a Roma da papa Niccolò V. Questi il 5 novembre 1449 lo nominò arcivescovo di Zara sostituendolo a Bergamo con Giovanni Barozzi che era stato patriarca di Venezia.
Il Foscari morì dopo una breve malattia il 24 maggio 1450, mentre si trovava a Siena in uno dei suoi viaggi di rientro da Roma. Questo risulta dal documento pro recuperatione rerum et bonorum suorum che il fratello Filippo presentò al papa e ai cardinali per ottenere quanto era il suo diritto di eredità. Il papa rispose nominandolo, con una bolla del 12 luglio 1450, erede universale sebbene non vi fosse un testamento orografico del defunto.
Ma la bolla papale venne impugnata da Franceschina Vielmi, moglie di un calafato, e che viveva nel sestiere veneziano di Cannaregio. Questa dichiarava di aver avuto il figlio Gerolamo dal Polidoro nel febbraio del 1448, a conferma vi era la sua presenza nella parrocchia di san Geremia, dichiarando di averlo seguito anche nella curia di Bergamo. Filippo arrivò ad accusare la donna di essere una prostituta e di aver preso il bambino alla Pietà, che era l'ospizio per i poveri, ma il lascito del Polidoro di 2000 ducati al figlio e 600 alla madre era una testimonianza inattaccabile. La causa durò molti anni, terminando nel 1465 a morte avvenuta del giovane erede con un compromesso tra le parti.